# Pakruojis
Pakruojis è una città della Lituania, situata nella contea di Šiauliai. Essa è inoltre il capoluogo del comune distrettuale di Pakruojis.

## Amministrazione

### Gemellaggi
- Uggiate-Trevano